# تشيتوس
تشيتوس (بالإنجليزية: Cheetos)‏ هي علامة تجارية أمريكية متخصصة في تصنيع الوجبات الخفيفة والشيبس بنكهه الجبن وهي شركة تابعة لشركة بيبسيكو ولقد تأسست عام 1948 على يد رجل الأعمال الأمريكي تشارلز إلمر دولين في عام 1948.

## التاريخ
إبتكر تشارلز إلمر دولين علامة تشيتوس التجارية في عام 1948 في شركة فريتو بولاية تكساس الأمريكية، والتي حظيت منجاتها بنجاح كبير وانتشار على نطاق واسع ما إن بدأ توزيعها في أنحاء الولايات المتحدة الأمريكية. ساهم هذا النجاح في حدوث اندماج بين شركة ذا فريتو وشركة إتش دبليو لاي المنتجة لرقائق البطاطس ليز في عام 1961 ليكونا معًا شركة فريتو لاي التي حققت لها علامة تشيتوس التجارية إيرادات سنوية قدرت بحوالي 127 مليون دولارًا أمريكيًا. ظلت شركة فريتو لاي مالكة لعلامة تشيتوس التجارية حتى عام 1965 عندما استحوذت شركة بيبسي كولا -التي تحولت إلى شركة بيبسيكو فيما بعد- على شركة فريتو لاي وأصبحت المالك الحالي لعلامة تشيتوس التجارية.

## المنتجات والنكهات
كان أول منتجات تشيتوس التي ظهرت في عام 1948 هو منتج كرانشي تشيتوس المصنوع من رقائق الذرة المقرمشة، وظل منتجها الوحيد على مدى 23 عامًا، حتى قدمت الشركة منتج تشيتوس بافس في عام 1971، ثم أضافت الانواع المخبوزة من تشيتوس المعروفة بتشيتوس بيكد بدءًا من عام 2004، وصدر منتج بوشار تشيتوس في الأسبوع الأول من عام 2020. تنتج الشركة حاليًا 21 نوعًا مختلفًا من تشيتوس في أمريكا الشمالية وحدها.
تباع منتجات تشيتوس السالف ذكرها بالعديد من النكهات المختلفة من بينها مجموعة النكهات الحارة التي تعرف باسم «فلامين هوت تشيتوس» والتي صدرت في أوائل تسيعينات القرن العشرين.
تتنوع نكهات تشيتوس التي تقدم في كل بلد وفقًا للثقافة الشعبية والاذواق المحلية هناك، فتوفر في اليابان على سبيل المثال منتج تشيتوس بنكهة الفراولة، وفي الصين تباع منتجات تشيتوس بنكهة الكريمة الأمريكية اللذيذة، وبنكهة الستيك الياباني اللذيذ. تباع منتجات تشيتوس في باكستان بست نكهات مختلفة هي: الجبن، والتوابل، وكريمة الأعشاب، والخضروات، والكاتشب، والخردل، ويتوفر تشيتوس في أستراليا بنكهة وحيدة هي مزيج من نكهة الجبن ولحم الخنزير.

## الانتشار
بيعت منتجات تشيتوس لأول مرة في الولايات المتحدة الأمريكية ثم توسعت أنشطتها لتنتشر خارج الولايات المتحدة، وتباع حاليًا في أكثر من 36 دولة حول العالم. دخلت منتجات تشيتوس إلى البرازيل لأول مرة في عام 1976، تلاها دخول منتجاتها إلى أسواق العديد من الدول في ثمانينيات القرن العشرين مثل أستراليا، وكانت تشيتوس هي أولى العلامات التجارية الأمريكية لمنتجات الوجبات الخفيفة التي تباع في الصين في عام 1994.

## التقييم
صنفت تشيتوس في عام 2010 كأكثر العلامات التجارية لمنتج رقائق الذرة بنكهة الجبن مبيعًا في الولايات المتحدة الأمريكية، بلغ إجمالي مبيعات الشركة في ذلك العام في جميع أنحاء العالم حوالي 4 مليارات دولارًا أمريكيًا واحتلت المرتبة الحادية عشرة بين العلامات التجارية الأكثر مبيعًا التي تمتلكها شركة بيبسيكو.

## وصلات خارجية
- الموقع الرسمي